# Sergio Rubini
Pour les articles homonymes, voir Rubini.
Sergio Rubini (né le 21 décembre 1959 à Grumo Appula, dans la province de Bari) est un acteur, scénariste et réalisateur italien.

## Biographie
Fils d'un chef de gare (originaire de Gravina in Puglia), Rubini naît à Grumo Appula (province de Bari). Après avoir terminé ses études au Liceo Scientifico (lycée scientifique) Frederico II à Altamura, il déménage en 1978 à Rome afin de fréquenter l'Accademia Nazionale d'Are Drammatica (l'Académie nationale d'Art dramatique) Silvio D'Amico qu'il abandonne après deux ans de parcours.
Grand passionné de théâtre, il réussit à travailler avec d'importants metteurs en scène comme Antonio Calenda, Gabriele Lavia, Enzo Siciliano et Ennio Coltorti, même si, plus tard, il admit avoir mis beaucoup d'effort pour trouver sa place dans le monde du cinéma. Selon ses dires "per molti anni l'unico pugliese supportato dai grandi produttori era Lino Banfi" (durant plusieurs années, l'unique Apulien soutenu par les grands producteurs était Lino Banfi).
Du public français, il est connu pour avoir joué le rôle du serviteur Bertuccio aux côtés de Gérard Depardieu dans le téléfilm Le Comte de Monte Cristo en 1998.

## Filmographie

### Acteur de cinéma
- 1985 : Figlio mio, infinitamente caro... de Valentino Orsini
- 1986 : L'Affaire Aldo Moro (Il caso Moro) de Giuseppe Ferrara : Giovanni Moro
- 1987 : Il grande Blek de Giuseppe Piccioni
- 1987 : Intervista de Federico Fellini : Sergio
- 1988 : Una notte, un sogno de Massimo Manuelli : Bruno
- 1989 : Nulla ci può fermare d'Antonello Grimaldi
- 1989 : Mortacci de Sergio Citti
- 1990 : Le Chef de gare (La stazione) de lui-même : Domenico
- 1991 : Chiedi la luna de Giuseppe Piccioni
- 1992 : Al lupo al lupo de Carlo Verdone
- 1993 : Condannato a nozze de Giuseppe Piccioni
- 1994 : Une pure formalité (Una Pura formalità) : Andre
- 1994 : Prestazione straordinaria
- 1997 : Nirvana : Joystick
- 1999 : Le Talentueux Mr Ripley (The Talented Mr. Ripley) : Inspecteur Roverini
- 2000 : Mirka de Rachid Benhadj
- 2000 : Denti de Gabriele Salvatores
- 2002 : Amnèsia de Gabriele Salvatores
- 2004 : La Passion du Christ (The Passion of the Christ) de Mel Gibson : Dismas
- 2006 : La terra de lui-même
- 2006 : Commediasexi d'Alessandro D'Alatri
- 2010 : Genitori & figli - Agitare bene prima dell'uso de Giovanni Veronesi
- 2018 : Moschettieri del re: La penultima missione de Giovanni Veronesi
- 2022 : Il Principe di Roma d'Edoardo Falcone
- 2023 : Felicità de Micaela Ramazzotti

### Acteur de télévision
- 1998 : Le Comte de Monte-Cristo , mini-série de Josée Dayan : Bertuccio
- 1999 : Balzac : Eugène Sue

### Scénariste
- 2006 : La terra

### Réalisateur
- 1990 : Le Chef de gare (La stazione)
- 1992 : La bionda
- 1994 : Prestazione straordinaria
- 1997 : Il viaggio della sposa (it)
- 2000 : Tutto l'amore che c'è
- 2002 : L'anima gemella (it)
- 2004 : L'amore ritorna
- 2006 : La terra
- 2008 : Colpo d'occhio (it)
- 2009 : L'Homme noir (it) (L'uomo nero)
- 2013 : Mi rifaccio vivo (it)
- 2015 : Il faut qu'on se parle (Dobbiamo parlare)
- 2019 : Il grande spirito (it)
- 2021 : I fratelli De Filippo